# Línea 300 (Montevideo)
La línea 300 de la red de transporte urbano de Montevideo une el Cementerio Central con la intersección de las avenidas Instrucciones y Belloni.

## Características

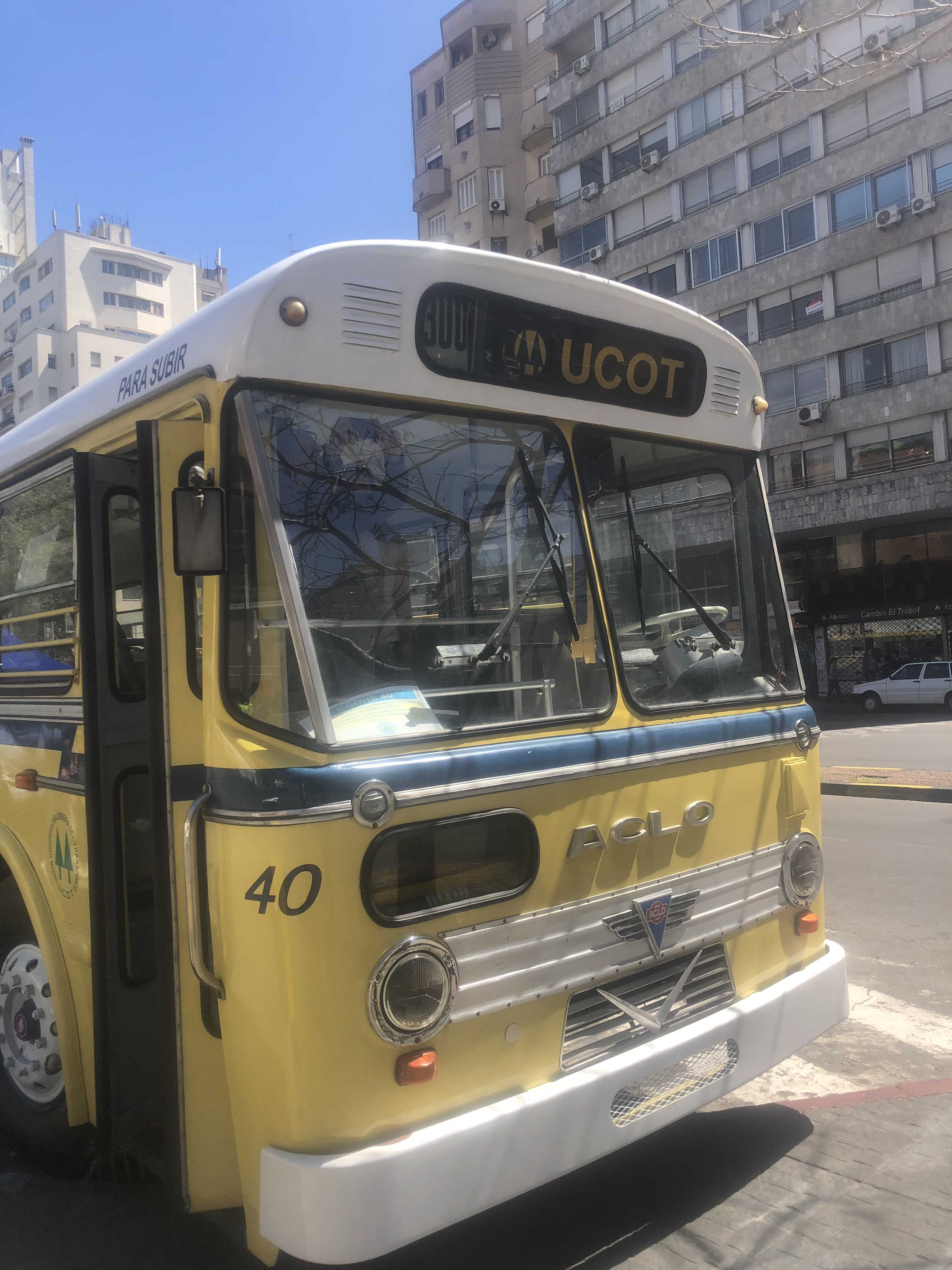
Línea 300 en una histórica unidad Aclo-Verheul durante el día del patrimonio en Montevideo.

### Frecuencias
|                                      | Días hábiles | Sábados | Domingos |    |
| ------------------------------------ | ------------ | ------- | -------- | -- |
| Primera salida de Cementerio Central | 00:00        | 00:00   | 00:00    |    |
| Última salida de Cementerio Central  | 23:45        | 23:30   | 23:32    |    |
| Primera salida de Instrucciones      | 00:05        | 00:05   | 00:05    |    |
| Última salida de Instrucciones       | 23:37        | 23:29   | 23:      | 34 |

## Recorrido y paradas

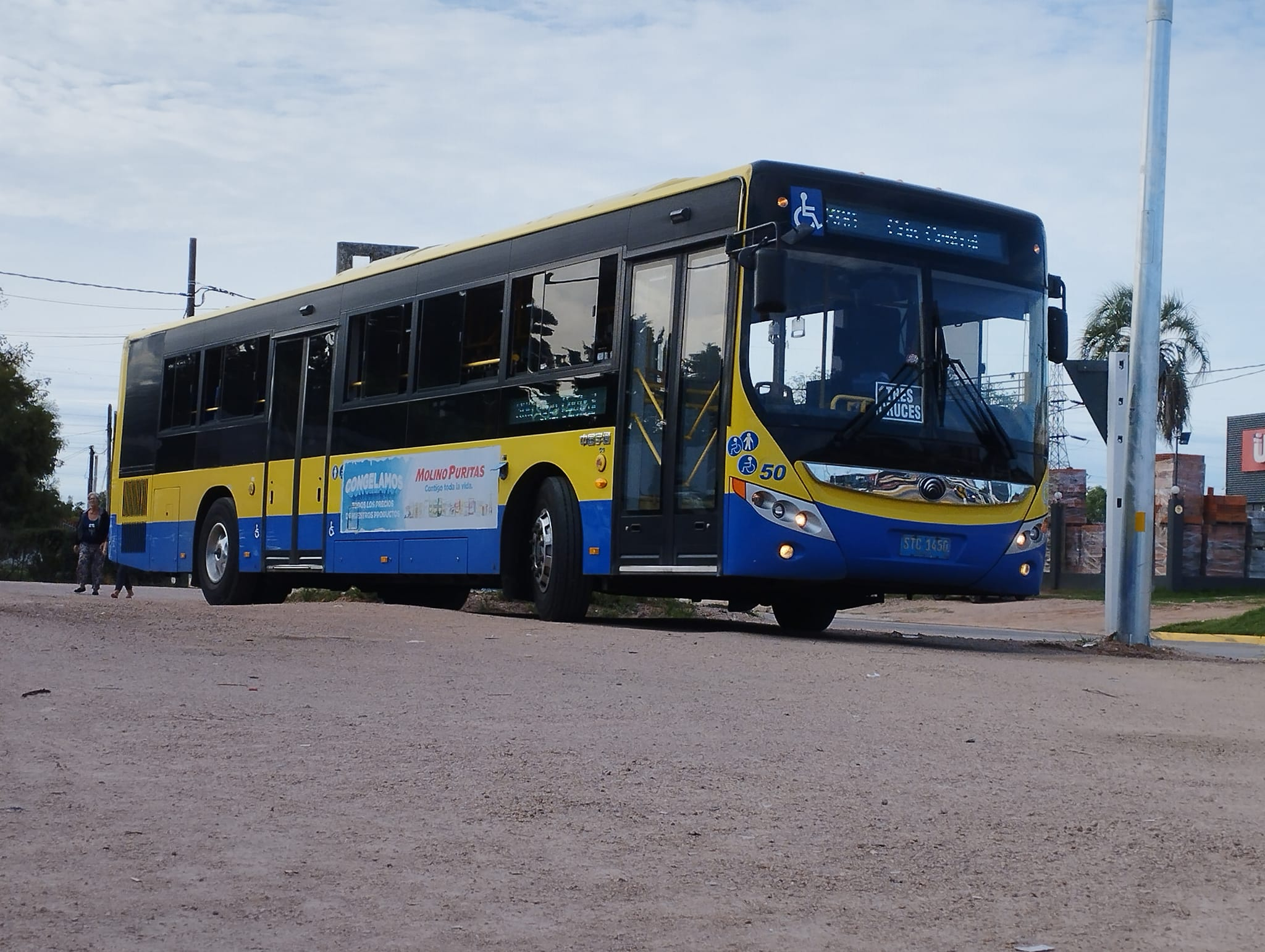
Línea 300 en Manga

En ambos sentidos circula por los barrios: Sur, Palermo, Parque Rodó, Cordón, Tres Cruces, Parque Batlle, La Blanqueada, La Unión, Curva de Maroñas, Jardines del Hipódromo, Piedras Blancas, Mang y Puntas de Manga.
| Ida - Cementerio Central - Avenida Gonzalo Ramírez - Avenida Julio Herrera y Reissig - Ingeniero García de Zúñiga - Bulevar General Artigas - Avenida Italia - Avenida Luis Alberto de Herrera - Avenida 8 de Octubre - (Intercambiador Belloni) - Avenida José Belloni - (Estación Manga) - Avenida José Belloni - Avenida de las Instrucciones - Terminal Instrucciones | Vuelta - Instrucciones - Avenida José Belloni - (Estación Manga) - Avenida José Belloni - (Intercambiador Belloni) - Avenida 8 de Octubre - Avenida Luis Alberto de Herrera - Avenida Italia - Avelino Miranda - Bulevar General Artigas - Benito Nardone - Avenida Julio Herrera y Reissig - Avenida Gonzalo Ramírez - Ejido - Isla de Flores - Doctor Aquiles R Lanza - Avenida Gonzalo Ramírez - Cementerio Central |

### Paradas
| Código | Parada                            | Conexión                                                      |
| ------ | --------------------------------- | ------------------------------------------------------------- |
| 4052   | Ejido                             |                                                               |
| 4072   | Salto                             | 137149407 522                                                 |
| 4073   | Minas                             | 137 149 407 522                                               |
| 4418   | Yaro                              | 17 149 407 522                                                |
| 4074   | Juan D. Jackson                   | 17117 128149 199 407 522                                      |
| 4085   | Joaquín Requena                   | 17 117 128149182192 409405407522                              |
| 2118   | Tomas Giribaldi                   | 117 145 149 192 199 405 407                                   |
| 2119   | Ibiray                            | 117 192 199 405                                               |
| 4457   | Eduardo García De Zúñiga          | 117 192 199 405                                               |
| 555    | Patria                            | 117 192 199 405                                               |
| 2120   | Bulevar Artigas                   | 117 192 199 405                                               |
| 2064   | Ibiray                            | 174                                                           |
| 2065   | 21 de Septiembre                  | 145 149 174 407                                               |
| 2066   | Bulevar España                    | 145 149 174 407                                               |
| 2067   | Alfredo Baldomir                  | 145 149 174 181 407 427                                       |
| 2068   | Maldonado                         | 145 149 174 181 407 427                                       |
| 2069   | Guaná                             | 71 121 174 181 407 427                                        |
| 2070   | Palmar                            | 71 121 157 163 181 407 526                                    |
| 2109   | Lord Ponsomby                     | 71 121 157 163 181 407 526                                    |
| 2071   | Morales                           | 21 64 71 115 174 187 407 D9 D10                               |
| 2121   | Lorenzo Batlle                    | 21 64 71 115 143 151 174 187 370 407 494 495 D9 D10           |
| 2122   | Américo Ricaldoni                 | 21 64 71 115 143 151 174 187 370 407 494 495                  |
| 2123   | Plaza Francisco Soca              | 21 64 71 115 151 174 370 407                                  |
| 2124   | Las Heras                         | 21 64 71 151 174 370 407 D9 D10                               |
| 6509   | Juan Ortiz                        | 71 174 182 183                                                |
| 6510   | Mateo Vidal                       | 71 174 182 183                                                |
| 3446   | Asilo                             | 71 174 182 183                                                |
| 4865   | Agustín Abreu                     | 2 100 102 103 105 106 109 110 111 112 113 115 174 316 404 546 |
| 3190   | María Stagnero de Munar           | 2 100 102 103 106 110 115 174 316 404                         |
| 3192   | Comercio                          | 2 100 102 103 106 110 115 174 316 404                         |
| 3194   | José Serrato                      | 100 102 103 106 110 115 316 404 405                           |
| 3196   | Larravide                         | 100 102 103 106 110 115 316 404 405                           |
| 3198   | Félix Laborde                     | 100 102 103 106 110 115 316 404 405                           |
| 3200   | Pan de Azúcar                     | 100 102 103 106 110 115 316 404 405                           |
| 3202   | Gral. José Villagrán              | 100 102 103 106 110 111 112 113 115 316 402 404 405           |
| 3204   | Ramón Castriz                     | 100 102 103 106 110 111 112 115 316 402 404 405               |
| 4890   | Vera                              | 100 102 103 106 110 111 115 306 316 402 404 405               |
| 3206   | Alférez Real                      | 100 102 103 106 110 111 115 306 316 402 404 405               |
| 2546   | Gobernador Vigodet                | 100 102 103 106 110 111 115 306 316 402 404 405               |
| 6193   | Intercambiador Belloni (Anden 1)  | 110 115                                                       |
| 6196   | Roma                              | 79 110 L36                                                    |
| 2315   | Dr. Alfonso Lamas                 | 79 110 L36                                                    |
| 2316   | Osvaldo Cruz                      | 110 L36                                                       |
| 2318   | Lisboa                            | 110 L36                                                       |
| 2319   | Montecarlo                        | 110 L36                                                       |
| 2320   | Lacio                             | 110 L36                                                       |
| 2321   | Av. Dr. Carlos Nery               | 110 L36                                                       |
| 2322   | Atenas                            | 110 L36                                                       |
| 2323   | Cno. Gral. Leandro Gómez          | 110 L36                                                       |
| 2237   | Cno. Tte Galeano                  | 110 169 192 456 505 L2 L36                                    |
| 2238   | Cno. Tte Rinaldi                  | 110 169 192 456 505 L2                                        |
| 2240   | Matilde Pacheco                   | 110 169 192 456 505 L2                                        |
| 2241   | Clemente Ruggia                   | 110 169 192 456 505 L2 L22                                    |
| 2242   | Cno. Repetto                      | 110 169 192 505 L2 L22                                        |
| 2243   | Previsión                         | 110 169 192 505 L25                                           |
| 2245   | Cap. Coralio Lacosta              | 110 169 192 505                                               |
| 2247   | Av de la Aljaba                   | 110 169 192                                                   |
| 2248   | Cno. Carlos A López               | 110 169 192 L32 L33                                           |
| 2249   | Cno. Petirossi                    | 110 149 169 192 L32 L33                                       |
| 2250   | Cno. Alcor                        | 110 149 169 192 L32 L33                                       |
| 2251   | Cno. Los Tangerinos               | 110 169 L32 L33                                               |
| 2253   | Cno. Benito Berges                | 110 169 L32 L33                                               |
| 2254   | Pasaje A                          | 110 169 L32 L33                                               |
| 2255   | Canope                            | 110 169 L32 L33                                               |
| 2256   | Cno. Osvaldo Rodríguez            | 110 169 L32 L33                                               |
| 2257   | Cno. Carlos Linneo                | 110 169 L32 L33                                               |
| 4467   | Belloni y Instrucciones - DESTINO |                                                               |

| Código | Parada                           | Conexión                                                      |
| ------ | -------------------------------- | ------------------------------------------------------------- |
| 4468   | Belloni y Instrucciones          |                                                               |
| 2286   | Cno. Carlos Linneo               | 110 169 L32 L33                                               |
| 2287   | Cno. Osvaldo Rodríguez           | 110 169 L32 L33                                               |
| 2288   | Canope                           | 110 169 L32 L33                                               |
| 2289   | Cno. Antares                     | 110 169 L32 L33                                               |
| 2290   | Cno. Benito Berges               | 110 169 L32 L33                                               |
| 2291   | Ruta Perimetral 102              | 110 169 L32 L33                                               |
| 2292   | Cno. Los Tangerinos              | 110 169 L32 L33                                               |
| 2293   | Cno. Alcor                       | 110 149 169 192 L32 L33                                       |
| 2294   | Cno. Petirossi                   | 110 149 169 192 L32 L33                                       |
| 6678   | Cno. Carlos A López              | 110 149 169 192 L32 L33                                       |
| 2295   | Av. de la Aljaba                 | 110 169 192                                                   |
| 2296   | Cap. Coralio Lacosta             | 110 169 192 505                                               |
| 2298   | Previsión                        | 110 169 192 505                                               |
| 2299   | Cno. Domingo Arena               | 110 169 192 505                                               |
| 2300   | Bartolomé Vignale                | 110 169 192 456 505 L2 L22                                    |
| 2302   | Cno. Cap. Tula                   | 110 169 192 456 505 L2 L22                                    |
| 2303   | Cno. Tte Rinaldi                 | 110 169 192 456 505 L2                                        |
| 2304   | Dunant                           | 106 110 169 192 456 505 L2 L46                                |
| 2305   | José Pacheco                     | 106 110 169 192 456 505 L2 L46                                |
| 2306   | Cno. Gral. Leandro Gómez         | 106 110 L46                                                   |
| 2307   | Bv Aparicio Saravia              | 106 110 L46                                                   |
| 2308   | Bergamo                          | 106 110 L46                                                   |
| 2309   | Lacio                            | 106 110 L46                                                   |
| 2310   | José Shaw                        | 106 110 L46                                                   |
| 2311   | Lisboa                           | 106 110 L46                                                   |
| 2312   | Enrique San Aguiar               | 106 110 L46                                                   |
| 2313   | Osvaldo Cruz                     | 106 110 L46                                                   |
| 2314   | Virrey Elio                      | 79 106 110 L46                                                |
| 6195   | Manuel Calleros                  | 79 106 110 L46                                                |
| 6194   | Intercambiador Belloni (Andén 3) | 79 106 110 111 115 L36                                        |
| 2546   | Gobernador Vigodet               | 100 102 103 106 110 111 115 306 316 402 404 405               |
| 2547   | Güemes                           | 100 102 103 106 110 111 115 306 316 402 404 405               |
| 2548   | Belén                            | 100 102 103 106 110 111 112 115 316 402 404 405               |
| 3215   | 20 de Febrero                    | 100 102 103 106 110 111 112 115 316 402 404 405               |
| 3216   | Gral. José Villagrán             | 100 102 103 106 110 111 112 113 115 316 402 404 405           |
| 2549   | Pascual Paladino                 | 100 102 103 106 110 111 112 113 115 316 404                   |
| 3217   | Dr. Silvestre Pérez              | 100 102 103 105 106 109 110 111 112 113 115 316 404 546       |
| 3218   | Lindoro Forteza                  | 115 316 404                                                   |
| 3220   | Cipriano Miro                    | 115 404 316                                                   |
| 3222   | Gobernador Viana                 | 115 404 316                                                   |
| 3224   | Pernas                           | 115 316 404                                                   |
| 3226   | Felipe Sanguinetti               | 115 174 316 404                                               |
| 3227   | Bulevar Batlle y Ordóñez         | 2 100 102 103 105 106 109 110 111 112 113 115 174 316 404 546 |
| 3228   | Agustín Abreu                    | 2 100 102 103 105 106 109 110 111 112 113 115 174 316 404 546 |
| 3229   | Av. Dámaso A Larrañaga           | 2 115 174 316 404                                             |
| 6511   | Prof. Dr. Pablo Purriel          | 71 174 181 182                                                |
| 3461   | República Dominicana             | 71 174 181 182                                                |
| 4517   | Belgrano                         | 71 174 181 182                                                |
| 2189   | Hospital de Clínicas             | 21 64 71 151 174 370 407 D9 D10                               |
| 2190   | Av Centenario                    | 21 64 71 143 151 174 370 407 494 495                          |
| 2192   | Pte Berro                        | 21 64 71 115 143 151 174 187 370 407 494 495 D9 D10           |
| 2108   | Tres Cruces                      | 71 163 174 180 183 188 330 407 526 D8                         |
| 2110   | Hospital Pereira Rossell         | 71 121 163 183 407 527 D11                                    |
| 556    | Av. Gral. Rivera                 | 71 121 183 407                                                |
| 2112   | Chana                            | 71 121 174 183 407 427                                        |
| 2113   | Canelones                        | 174 183 407 427                                               |
| 2055   | Hugo Prato                       | 174 183 407 427                                               |
| 2056   | 21 de Septiembre                 | 174                                                           |
| 2057   | Ibiray                           | 174                                                           |
| 2058   | Benito Nardone                   | 174 192                                                       |
| 2114   | Patria                           | 117 192 199 405                                               |
| 2115   | Eduardo García de Zúñiga         | 117 192 199 405                                               |
| 2116   | Ibiray                           | 117 192 199 405                                               |
| 2117   | Tomás Giribaldi                  | 117 192 199 405                                               |
| 4084   | Joaquín Requena                  | 17117 128149182192199405407522                                |
| 4066   | Juan D Jackson                   | 17117 128149 199 407 522                                      |
| 4067   | Gaboto                           | 17 149 407 522                                                |
| 4068   | Minas                            | 17 137149 407 522                                             |
| 4069   | Andrés Martinez Trueba           | 137 149 407 522                                               |
| 4070   | Ejido                            | 137 149 407 522                                               |
| 4053   | Aquiles Lanza - DESTINO          |                                                               |

### Destinos intermedios
Ida
1. Manga (Avenida Belloni y Andaluz)
2. Piedras Blancas (Avenida Belloni y Repetto)
3. Intercambiador Belloni

Vuelta
1. Avenida 8 de Octubre y Corrales
2. Avenida 8 de Octubre y Avenida Luis Alberto de Herrera
3. Estadio Centenario
4. Bulevar Artigas y Avenida Rivera
5. Parque Rodó.